# Phoradendron tenuifolium
Phoradendron tenuifolium är en sandelträdsväxtart som beskrevs av Urban & Ekman. Phoradendron tenuifolium ingår i släktet Phoradendron och familjen sandelträdsväxter. Inga underarter finns listade i Catalogue of Life.